# Silvestre Vélez de Escalante
Silvestre Vélez de Escalante (Treceño, 1750 circa – Parral, aprile 1780) è stato un francescano spagnolo.

## Biografia
Fray Francisco Silvestre Vélez de Escalante nacque a Treceño, Cantabria, Spagna, intorno al 1750. A 17 anni divenne francescano nel Convento Grande di Città del Messico. Nel 1774 arrivò nell'attuale Nuovo Messico nella provincia messicana; fu prima di stanza al pueblo di Laguna e poi, nel gennaio 1775, assegnato come ministro agli Zuni. Nel giugno 1776 fu convocato da Domínguez per la spedizione in California e rimase in Nuovo Messico per due anni dopo la spedizione. Morì all'età di 30 anni nell'aprile 1780 a Parral, in Messico, durante il suo viaggio di ritorno a Città del Messico per cure mediche. Vélez de Escalante era noto per il suo diario, in cui descriveva le spedizioni a cui partecipò.
I toponimi riferiti ad Escalante sono molto: Deserto di Escalante, Fiume Escalante, città di Escalante, Grand Staircase-Escalante National Monument.